# Gabbai (Synagoge)
Ein Gabbai (hebräisch גבאי, von gbh, „erheben“; jiddisch Gabbe, Plural גַּבָּאִים, Gabbaim) ist der Laienvorsteher einer Synagoge. Es ist die Bezeichnung einer jüdischen Person, deren Amt es ist, der Unterstützung des synagogalen Betriebes zu Diensten zu sein. Hierzu zählt insbesondere die Unterstützung des Ablaufs der jüdischen Gottesdienste in der Synagoge. Daneben wird als Gabbai auch der persönliche Assistent eines Rabbiners bezeichnet, insbesondere der Sekretär oder persönliche Assistent eines chassidischen Rebbe. Die Verpflichtungen eines Gabbai schließen die mögliche Organisation von jüdischen Begräbnissen ein.
In vielen Synagogen ist das Amt eines Gabbai keine ständige Verpflichtung, sondern ein vorübergehendes während der Toravorlesung (hebräisch קריאת התורה, K'riat HaTorah, "(Vor-)Lesung der Tora"). Hierbei steht der Gabbai nächst zum Toravorleser und hält eine Version des gelesenen Toraabschnittes mit Teamim (hebräisch טעמי המקרא ta'amei ha-mikra oder kurz טעמים te'amim; Jiddisch: Artikulationszeichen, Akzente), die im Text der heiligen Torarolle, aus der im Gottesdienst stets vorgelesen wird, fehlen. Der Gabbai korrigiert dabei simultan und stimmlich, nach Bedarf, falls der Toravorleser ungenau oder etwas Falsches lesen sollte oder gar etwas ausließe. Der Gabbai ist auch für die Alijah laTorah, den Aufruf zur Toralesung geeigneter Gottesdienstmitglieder und den benötigten Segnungen vor und nach den jeweiligen Lesungen während des Gottesdienstes zuständig.
Historisch ist der Gabbai der Almosen- oder Steuereinnehmer der jüdischen Gemeinde, vereinzelt auch Bezeichnung des Synagogenvorstehers oder gemeindlicher Wohltätigkeitsveranstaltungen.
Ebenfalls ist der Gabbai nicht immer vom Schammes begrifflich klar getrennt, zuweilen werden die Begriffe identisch gebraucht.